# ارمينغارد، كونتيسة ماين
إرمينغارد من ماين (توفيت.1126) كانت كونتيسة ماين في القانون، هي أبنة إلياس الأول، كونت ماين.
في 1109 تزوجت من فولك الخامس كونت أنجو وأنجبت له أربعة أبناء.
بعد وفاتها في 1126 ترك زوجها أراضيه لأبنهما جيفري، وذهب إلى الأراضي المقدسة وتزوج من وريثة مملكة بيت المقدس ميليسندا وأصبحا لاحقاً ملوك القدس.